# Reformierte Kirche Saas-Fee
Koordinaten: 46° 6′ 27,1″ N, 7° 55′ 42,9″ O; CH1903: 637883 / 106343

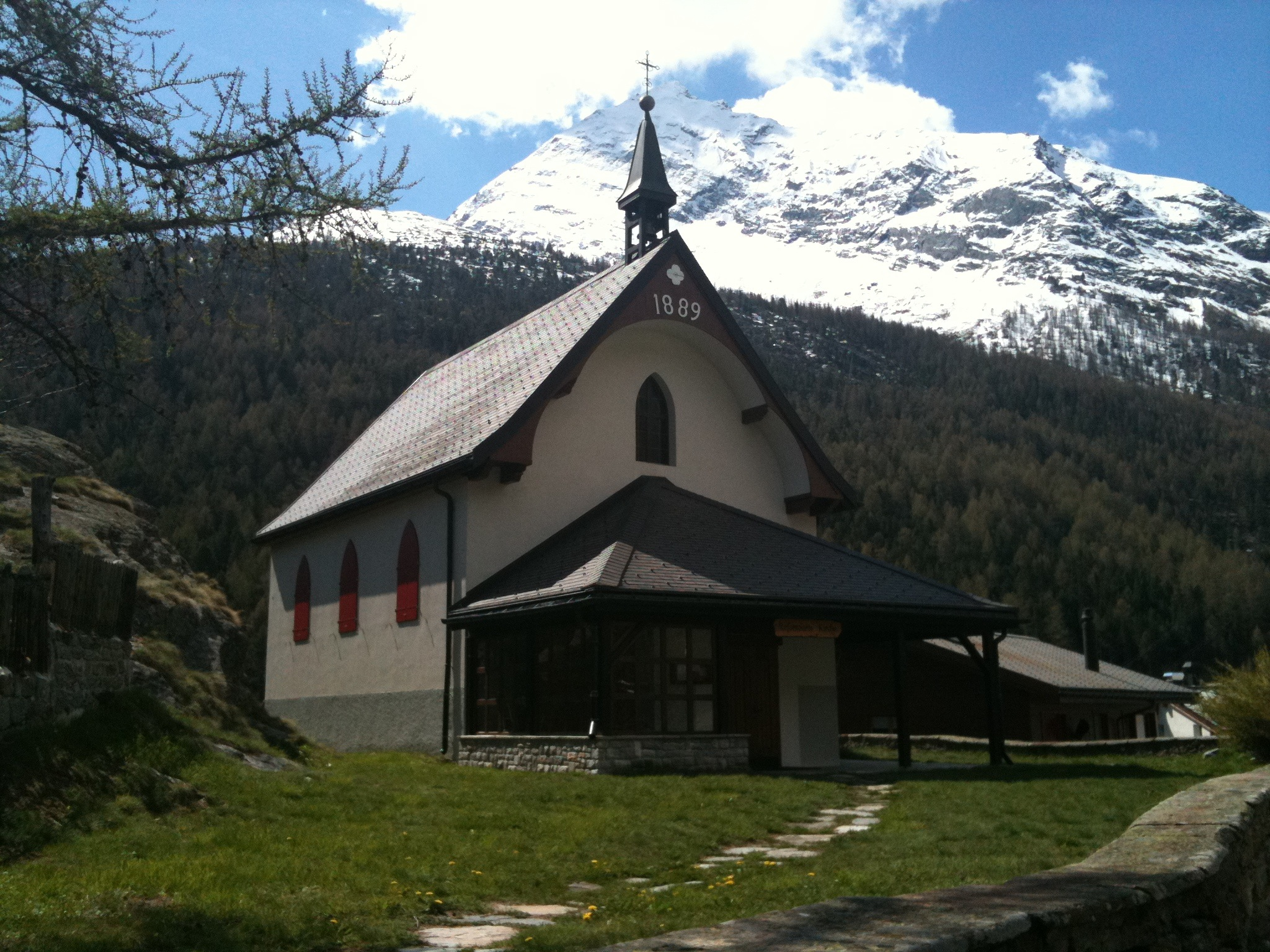
Reformierte Kirche in Saas-Fee

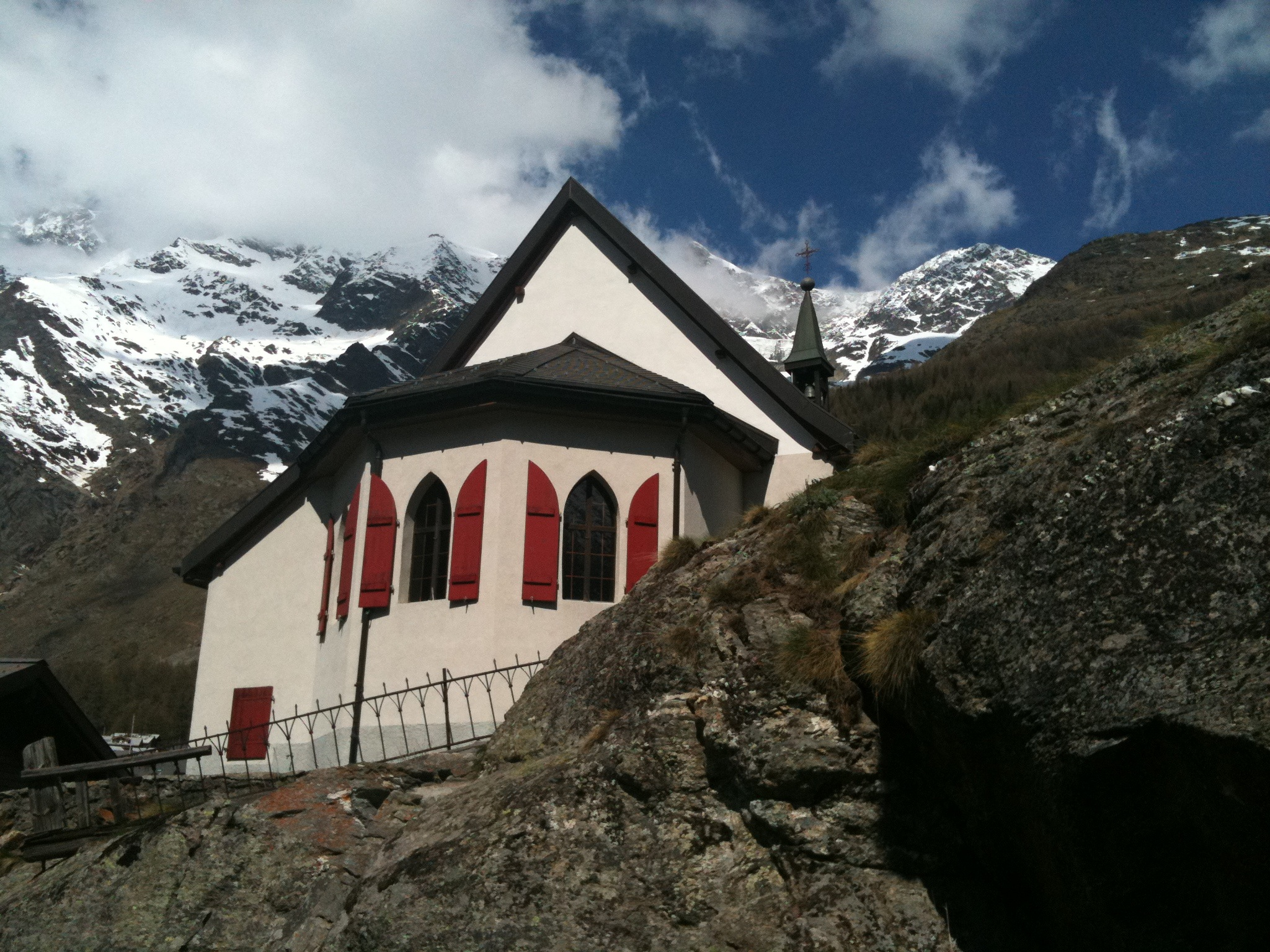
Von der Panoramabrücke her gesehen

Die Reformierte Kirche in Saas-Fee ist ein evangelisch-reformiertes Gotteshaus.

## Lage
Die Kirche befindet sich im Ortsteil Am Biel auf einem Felsvorsprung über der die Schlucht überspannenden Panoramabrücke.

## Geschichte und Ausstattung
Der Bau mit Giebeldach und einem Dachreiter mit einer Glocke in der Glockenstube gehört zur reformierten Kirchgemeinde Visp, die auch das Matter- und das Saastal umfasst, und dadurch zur evangelisch-reformierten Kirche des Wallis.
Die Kirche wurde ursprünglich durch die britische Colonial & Continental Church Society gebaute und war anglikanische. Am 13. Juli 1890 feierte man in ihr den ersten Gottesdienst. Sie wurde anfangs der 1970er Jahre unter der Bedingung, dass die Kirche als Sakralbau und gottesdienstliche Stätte mit bleibendem Gastrecht für die Engländer erhalten bleibt, der reformierten Kirche übertragen und am 20. Juni 1976 eingeweiht. Die Berner Landeskirche und ihre Hilfsvereine, sowohl der Berner Hilfsverein als auch der des Berner Oberlands, leisteten hierbei finanzielle Hilfe. Hauptinitiator des Erhalts der Kirche war der reformierte Pfarrer H. J. Bäschlin, der 1975 die Kirche zu diesem Zweck als Provisorium privat erworben hatte. 1992 erhielt die Kirche eine im Jahr 1958 von Orgelbau Metzler erbaute Orgel mit sieben Registern.

## Kirchliche Nutzung
In der reformierten Kirche Saas-Fee finden in der Sommer- und Wintersaison Gottesdienste statt, die von Pfarrern, die für ein bis zwei Wochen in der Kurpastoration tätig sind, gehalten werden.